# ヘンリー・フォックス＝ストラングウェイズ (第5代イルチェスター伯爵)

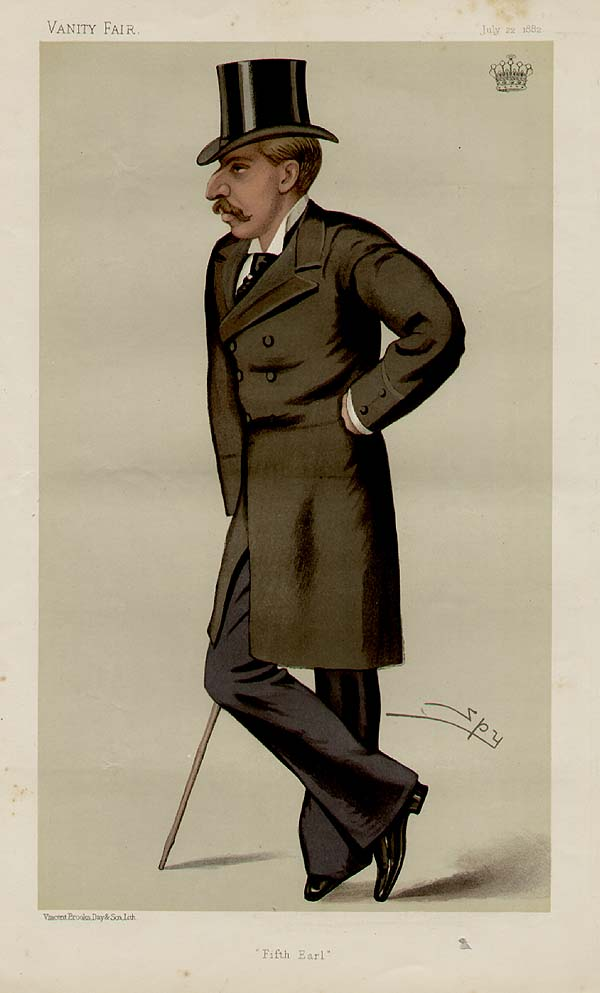
第5代イルチェスター伯爵のカリカチュア。『バニティ・フェア』1872年7月22日号、レスリー・ウォード画。

第5代イルチェスター伯爵ヘンリー・エドワード・フォックス＝ストラングウェイズ（英語: Henry Edward Fox-Strangways, 5th Earl of Ilchester PC、1847年9月13日 – 1905年12月6日）は、イギリスの貴族、政治家。1874年に短期間儀仗衛士隊隊長を務め、1885年から1905年までドーセット統監を務めた。

## 生涯
ジョン・フォックス＝ストラングウェイズ閣下（第2代イルチェスター伯爵ヘンリー・フォックス＝ストラングウェイズの息子）と妻アメリア（Amelia、旧姓マージョリーバンクス（Majoribanks）、1886年9月9日没、エドワード・マージョリーバンクスの娘）の息子として、1847年9月13日にエディンバラで生まれた。イートン・カレッジで教育を受けた後、1866年5月23日にオックスフォード大学クライスト・チャーチに入学した。1865年1月10日に伯父ウィリアム・トマス・ホーナーが死去すると、イルチェスター伯爵位を継承した。
1874年1月1日に儀仗衛士隊隊長に任命され、2月21日に枢密顧問官に就任した。同年3月2日、儀仗衛士隊隊長を辞任した。
1883年時点でドーセットに15,981エーカーの、サマセットに13,169エーカーの、ウィルトシャーに2,133エーカーの、デヴォンに1,566エーカーの領地（年収43,452ポンドに相当）を所有した。
1885年11月5日から1905年に死去するまでドーセット統監を務めた。
1905年12月6日に死去、息子ジャイルズ・スティーブン・ホランドが爵位を継承した。

## 家族
1872年2月8日、メアリー・イリナ・アン・ドーソン（Mary Eleanor Anne Dawson、1852年1月6日 – 1928年、初代ダートリー伯爵リチャード・ドーソンの娘）と結婚、2男1女をもうけた。
- ジャイルズ・スティーブン・ホランド（英語版）（1874年5月31日 – 1959年10月29日） - 第6代イルチェスター伯爵[8]
- ミュリエル・オーガスタ（Muriel Augusta、1876年11月23日[1] – 1920年1月7日） - 1903年8月5日、ジョージ・ヒュー・ディグビー（George Hugh Digby、1867年9月21日 – 1914年10月20日、ジョン・アルマラス・ディグビーの息子）と結婚[9]
- デンジル・ヴェジー（Denzil Vesey、1879年2月26日 – 1901年3月7日） - 生涯未婚[1]